# Exposures – In Retrospect and Denial
Exposures – In Retrospect and Denial kompilacijski je album Dark Tranquillityja, švedskog sastava melodičnog death metala. Objavljen je 24. svibnja 2004. godine. Sadrži dva diska – prvi sadrži rijetke i stare pjesme, a drugi koncert snimljen 7. listopada 2002. godine u Krakovu, koji je objavljen na albumu Live Damage.

## Popis pjesama
Tekstovi: Mikael Stanne. 
| Disk 1 | Disk 1                             | Disk 1                                              | Disk 1   | Disk 1 | Disk 1 | Disk 1 | Disk 1 | Disk 1 | Disk 1 |
| Br.    | Skladba                            | Skladatelj                                          | Trajanje |        |        |        |        |        |        |
| ------ | ---------------------------------- | --------------------------------------------------- | -------- | ------ | ------ | ------ | ------ | ------ | ------ |
| 1.     | »Static«                           | Martin Brändström, Anders Jivarp, Martin Henriksson | 4:40     |        |        |        |        |        |        |
| 2.     | »The Poison Well«                  | Henriksson, Jivarp, Niklas Sundin                   | 4:08     |        |        |        |        |        |        |
| 3.     | »In Sight«                         | Henriksson, Jivarp                                  | 4:11     |        |        |        |        |        |        |
| 4.     | »Misery in Me«                     | Henriksson, Jivarp, Sundin                          | 4:40     |        |        |        |        |        |        |
| 5.     | »Cornered«                         | Henriksson, Brändström                              | 3:59     |        |        |        |        |        |        |
| 6.     | »Exposure«                         | Henriksson, Fredrik Johansson, Jivarp               | 3:52     |        |        |        |        |        |        |
| 7.     | »No One«                           | Sundin, Henriksson                                  | 4:41     |        |        |        |        |        |        |
| 8.     | »Yesterworld«                      | Henriksson, Sundin                                  | 7:29     |        |        |        |        |        |        |
| 9.     | »Unfurled by Dawn«                 | Henriksson, Sundin                                  | 7:31     |        |        |        |        |        |        |
| 10.    | »Midwinter / Beyond Enlightenment« | Sundin                                              | 5:43     |        |        |        |        |        |        |
| 11.    | »Vernal Awakening«                 | Henriksson, Sundin                                  | 5:21     |        |        |        |        |        |        |
| 12.    | »Void of Tranquillity«             | Jivarp, Sundin, Henriksson                          | 7:26     |        |        |        |        |        |        |
| 63:41  |                                    |                                                     |          |        |        |        |        |        |        |

- Pjesme 1 i 2 bile su snimljene tijekom snimanja albuma Damage Done. Pjesma 1 nije bila objavljena, a pjesma 2 je objavljen na japanskom izdanju.
- Pjesme 3 – 5 bile su snimljene tijekom snimanja albuma Haven. Pjesme 3 i 4 nisu bile objavljene, a pjesma 5 je objavljena na japanskom izdanju.
- Pjesme 6 i 7 bile su snimljene tijekom snimanja albuma Projector. Pjesma 6 bila je objavljena na izdanju digipak, a pjesma 7 na ograničenom izdanju albuma.
- Pjesme 8 i 9 su s EP-a A Moonclad Reflection.
- Pjesme 10 – 12 su s demoalbuma Trail of Life Decayed.

Tekstovi: Mikael Stanne, osim gdje je navedeno drugačije. 
| Disk 2 | Disk 2                        | Disk 2      | Disk 2                                     | Disk 2   | Disk 2 | Disk 2 | Disk 2 | Disk 2 | Disk 2 |
| Br.    | Skladba                       | Tekstopisac | Skladatelj                                 | Trajanje |        |        |        |        |        |
| ------ | ----------------------------- | ----------- | ------------------------------------------ | -------- | ------ | ------ | ------ | ------ | ------ |
| 1.     | »The Wonders at Your Feet«    |             | Brändström, Jivarp, Henriksson             | 3:52     |        |        |        |        |        |
| 2.     | »The Treason Wall«            |             | Jivarp, Henriksson                         | 3:35     |        |        |        |        |        |
| 3.     | »Hedon«                       | Sundin      | Henriksson, Sundin                         | 4:39     |        |        |        |        |        |
| 4.     | »White Noise / Black Silence« |             | Henriksson, Jivarp                         | 4:14     |        |        |        |        |        |
| 5.     | »Haven«                       |             | Jivarp, Henriksson                         | 4:02     |        |        |        |        |        |
| 6.     | »Punish My Heaven«            |             | Johansson, Sundin, Jivarp                  | 5:00     |        |        |        |        |        |
| 7.     | »Monochromatic Stains«        |             | Jivarp, Brändström                         | 3:43     |        |        |        |        |        |
| 8.     | »Indifferent Suns«            |             | Michael Nicklasson, Henriksson             | 3:40     |        |        |        |        |        |
| 9.     | »Format C: for Cortex«        |             | Jivarp, Henriksson, Sundin                 | 4:32     |        |        |        |        |        |
| 10.    | »Insanity's Crescendo«        |             | Henriksson, Johansson, Sundin              | 5:16     |        |        |        |        |        |
| 11.    | »Hours Passed in Exile«       |             | Henriksson, Jivarp, Nicklasson, Brändström | 4:58     |        |        |        |        |        |
| 12.    | »The Sun Fired Blanks«        |             | Henriksson, Sundin, Johansson              | 4:33     |        |        |        |        |        |
| 13.    | »Damage Done«                 |             | Henriksson, Jivarp                         | 3:23     |        |        |        |        |        |
| 14.    | »Lethe«                       | Sundin      | Henriksson                                 | 3:59     |        |        |        |        |        |
| 15.    | »Not Built to Last«           |             | Jivarp, Henriksson, Brändström             | 3:49     |        |        |        |        |        |
| 16.    | »ThereIn«                     |             | Henriksson, Sundin                         | 5:34     |        |        |        |        |        |
| 17.    | »Zodijackyl Light«            |             | Sundin, Johansson                          | 3:59     |        |        |        |        |        |
| 18.    | »Final Resistance«            |             | Henriksson                                 | 3:08     |        |        |        |        |        |
| 19.    | »Ex Nihilo« (instrumental)    |             | Sundin, Henriksson, Nicklasson             | 2:05     |        |        |        |        |        |
| 78:01  |                               |             |                                            |          |        |        |        |        |        |

## Zasluge
| Dark Tranquillity - Mikael Stanne – vokal (disk 1: pjesme 1. – 7., disk 2), prateći vokal, gitara (disk 1: pjesme 8. – 12.) - Martin Henriksson – gitara (disk 1: pjesme 1. – 5., disk 2), bas-gitara (disk 1: pjesme 6. – 12.) - Michael Nicklasson – bas-gitara (disk 1: pjesme 1. – 5., disk 2) - Martin Brändström – klavijature (disk 1: pjesme 1. – 5., disk 2) - Niklas Sundin – gitara - Anders Jivarp – bubnjevi Dodatni glazbenici - Fredrik Johansson – gitara (disk 1: pjesme 5. i 6.) - Anders Fridén – vokal (disk 1: pjesme 8. – 12.) | Ostalo osoblje - Fredrik Nordström – produkcija, snimanje, miks - Dragan Tanascovic – produkcija, snimanje, miks - Stefan Lindgren – produkcija, snimanje, miks - Cabin Fever Media – grafički dizajn, dizajn, naslovnica albuma - Goran Finnberg – mastering |